# Wu Tchien-ming
Wu Tchien-ming (čínsky 吴天明; 19. října 1939 – 4. března 2014) byl čínský filmový režisér. Bývá označován za kmotra 5. generace čínských filmařů.

## Život
Wu Tchien-ming se narodil v čínské provincii Šen-si. Ještě před kulturní revolucí absolvoval pekingskou filmovou akademii. V roce 1984 vedl známé studio Xian. Kvůli politickým neshodám odešel v roce 1989 do USA. V roce 1994 se však vrátil zpět do Číny a pracoval tam ve filmové i televizní tvorbě.

## Dílo
Wu režíroval následující filmy:
- 1980 - Qin yuan
- 1984 - River Without Buoys
- 1984 - Life
- 1986 - Old Well
- 1988 - An Unusual Love
- 1996 - The King of Masks
- 2002 - C.E.O.